# Bartolomé Sebastián de Aroitia
Bartolomé Sebastián de Aroitia (XVI secolo – Tarragona, 14 aprile 1568) è stato un arcivescovo cattolico spagnolo.

## Biografia
Fu dottore in utroque iure e grande inquisitore a Maiorca, Granada, Cordova e Sicilia. Fu vescovo di Patti dal 9 gennaio 1549 al 1567. Giunto in diocesi si adoperò per rivendicare i diritti e le rendite della sede vescovile. Il primo periodo della sua reggenza fu anche segnato dal contrasto con il capitano del popolo della città, da lui bastonato nella pubblica piazza; per questo motivo fu imprigionato per qualche tempo a Messina. Il periodo più intenso e fecondo del suo episcopato è quello che va dal 1562 al 1567: partecipò all'ultima sessione del Concilio di Trento, fu per due volte presidente del Regno di Sicilia (1565 e 1566), visitò più volte la diocesi amministrando anche la giustizia, celebrò un sinodo diocesano nel 1567 per diffondere le prescrizioni del concilio (del quale riferì per intero alcuni decreti tra le costituzioni sinodali, dove inserì pure il primo formulario di catechismo in italiano ad uso dei parroci e dei fedeli) e avviò il primo nucleo del nascente seminario per la formazione dei chierici.
Il 1º ottobre 1567 fu promosso arcivescovo di Tarragona. Morì il 14 aprile 1568, poco dopo aver raggiunto la sede.

## Genealogia episcopale
La genealogia episcopale è:
- Vescovo Girolamo Termine o De Terminis
- Arcivescovo Bartolomé Sebastián de Aroitia